# Soucek Ravine
Die Soucek Ravine ist eine 90 m lange und 5 m breite Schlucht auf der Ardery-Insel im Archipel der Windmill-Inseln vor der Budd-Küste des ostantarktischen Wilkeslands. Sie liegt westlich der Penney Ravine.
Eine Mannschaft der Wilkes-Station entdeckte sie 1960 im Zuge biologischer Untersuchungen. Das Antarctic Names Committee of Australia benannte sie nach dem im tschechischen Brünn geborenen australischen Mediziner und Polarforscher Zdeněk Souček (1917–1967), der 1960 und 1962 auf der Wilkes-Station tätig war.